# Philodromus bicornutus
Philodromus bicornutus este o specie de păianjeni din genul Philodromus, familia Philodromidae, descrisă de Schmidt și Krause, 1995. Conform Catalogue of Life specia Philodromus bicornutus nu are subspecii cunoscute.